# Baeacis dissimilis
Baeacis dissimilis är en stekelart som först beskrevs av Christian Gottfried Daniel Nees von Esenbeck 1834.  Baeacis dissimilis ingår i släktet Baeacis och familjen bracksteklar. Inga underarter finns listade.